# Dalibor Prix
Dalibor Prix (* 31. července 1961 Šumperk) je český historik umění zabývající se především středověkou architekturou v českých zemích a českém Slezsku.

## Život
Po absolvování Střední odborné školy výtvarné v Praze (obor propagační výtvarnictví) v letech 1976–1980 vystudoval dějiny umění na FF UK v Praze (1980-1984). Studium zakončil obhájením diplomové práce Architektura v državách olomouckého biskupství ve Slezsku a na severovýchodní Moravě v letech 1245–1281.
V letech 1985-1988 působil jako interní aspirant na Ústavu dějin umění ČSAV. V roce 1989 získal titul PhDr. Poté krátce působil jako dělník a učitel a v letech 1989-1992 jako odborný referent v Pražském ústavu státní památkové péče. V roce 1993 obhájil kandidátskou disertační práci Podoby a funkce podélných jednolodních tribunových kostelů 12. a první poloviny 13. století v Čechách a získal titul CSc.
V letech 1992–1995 působil jako asistent v Ústavu historie a muzeologie Filozoficko-přírodovědecké fakulty Slezské univerzity v Opavě. Poté opětovně pracoval jako odborný referent Pražského ústavu památkové péče. Od roku 1998 je zaměstnán v Ústavu dějin umění AV ČR, kde od roku 2003 působí jako vedoucí oddělení uměleckohistorické topografie. Je autorem (a spoluautorem) mnoha desítek odborných studií a několika knih.

## Publikace
- hesla in: R. Baťková (ed.) Umělecké památky Prahy. Nové Město, Vyšehrad, Vinohrady (Praha 1), Praha 1998
- hesla in: P. Vlček (ed.) Umělecké památky Prahy. Malá Strana, Praha 1999
- Opava : konkatedrála Nanebevzetí Panny Marie. Velehrad : Historická společnost Starý Velehrad, 2000. 28 s. ISBN 80-86157-05-9. (spoluautoři Marie Schenková a Pavel Šopák)
- Hrady českého Slezska. Brno : Akademie věd České republiky, Archeologický ústav, 2000. 645 s. ISBN 80-86023-22-2. (spoluautoři Pavel Kouřil a Martin Wihoda)
- Pro arte : sborník k poctě Ivo Hlobila. Praha : Artefactum, 2002. 432 s. ISBN 80-903230-1-4. (editor)
- Kostel sv. Vavřince ve Štáblovicích. Historie objektu (1603-2003), Opava 2003
- Zemské desky krnovské. Opava : Zemský archiv v Opavě, 2008. 419 s. ISBN 978-80-86388-60-1.
- Kostel sv. Benedikta v Krnově-Kostelci. Ostrava : Národní památkový ústav, územní odborné pracoviště, 2009. 335 s. ISBN 978-80-85034-45-5. (editor)
- Kostel Nanebevzetí Panny Marie v Holubicích. Holubice : Obec Holubice, 2011. 60 s. ISBN 978-80-260-1120-0. (spoluautor)
- Bohušov - kostel sv. Martina. Bohušov ; Ostrava : Obec Bohušov ; Národní památkový ústav, územní odborné pracoviště v Ostravě, 2011. 16 s. ISBN 978-80-85034-61-5. (spoluautor)
- Kostel sv. Martina v Bohušově. Bohušov ; Ostrava : Obec Bohušov ; Národní památkový ústav, územní odborné pracoviště v Ostravě, 2011. 525 s. ISBN 978-80-85034-59-2. (spoluautor)
- Dlouhý presbytář kostela v Žárech : k sakrální architektuře moravsko-slezského pomezí kolem roku 1300. Opava : Opava : Slezská univerzita v Opavě, Filozoficko-přírodovědecká fakulta, Ústav historických věd, 2011. 372 s. ISBN 978-80-7248-757-8.
- Kružbová okna presbytáře městského kostela v Uničově: o cestě jednoho motivu napříč 13. stoletím z Francie na Moravu. Opava: Slezská univerzita v Opavě, Filozoficko-přírodovědecká fakulta, Ústav historických věd, 2014. 422 s. ISBN 978-80-7510-120-4. PDF.